# Hubert Sattler

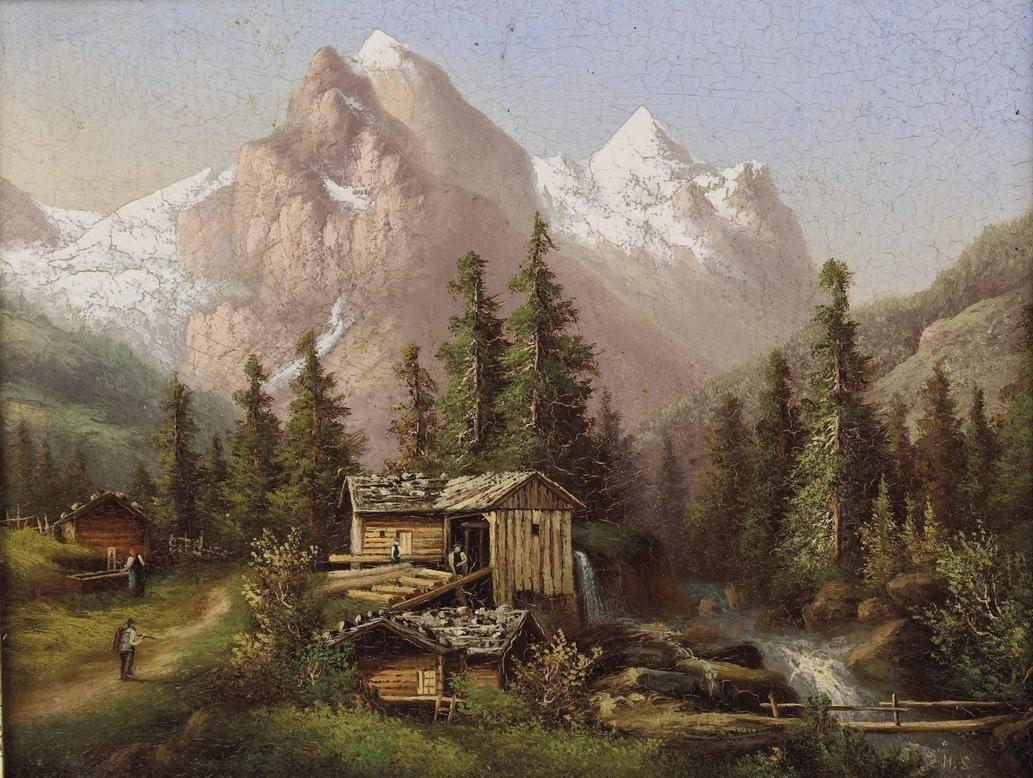
Hubert Sattler, Holzarbeit en den Hochalpen (Entibación en lo Alto de los Alpes)

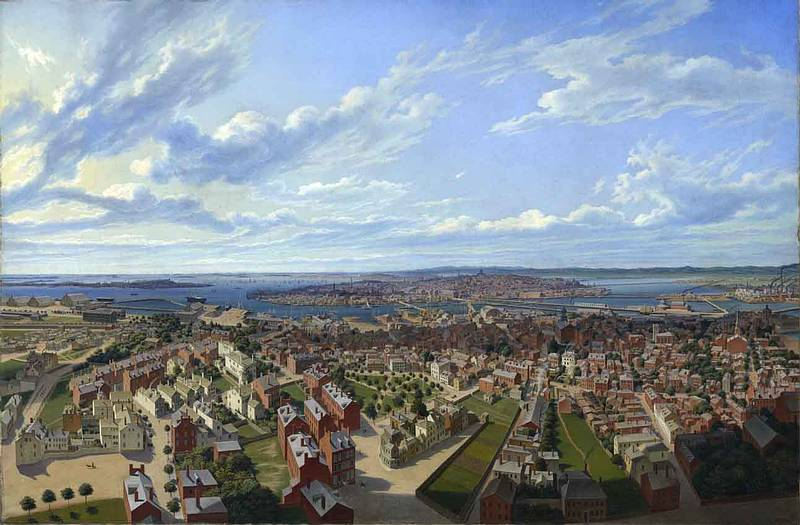
Boston

Hubert Sattler (21 de enero de 1817 - 3 de abril de 1904) de origen austriaco, trabajó bajo los seudónimos, Louis Ritchard, E Grossen y Stähly-Rychen como pintor de paisajes.

## Biografía
Hubert Sattler nació en Salzburg; su padre, Johann Michael Sattler, también fue un pintor de paisajes y creó el Panorama Sattler de Salzburg en 1825–29. Hubert lo donó junto con más de 300 de sus trabajos propios a la ciudad en 1870; el panorama está en exhibición permanente en el Museo del Panorama dentro del Museo de Salzburg, junto con una exposición rotativa que contiene aproximadamente 150 cosmoramas de Herbert que se encuentran en el museo.
Sattler fue en giras con su padre, de quien aprendió a pintar y dibujar, después atendió la Academia de Bellas artes en Viena a los 12 años de edad; su padre trabajó con él en muchos de sus primeras obras.
Sus obras están caracterizadas por un alto nivel de detalle, los cuales eran mostrados bajo luces en una habitación oscura donde los clientes miraban a través de una abertura y a menudo con una lupa. Pintó paisajes en muchos países europeos y también el Oriente Próximo y Latinoamérica, incluyendo vistas de panoramas naturales y vistas de ciudades. Sus vistas eran inusualmente precisas y actualizadas. Hizo expediciones de pintura y entonces trabajaba en casa a partir de sus propias notas detalladas y de fotografías; sus cosmoramas anteriores habían estado basados en grabados viejos. En su viaje de 1842 al Oriente Próximo, Ida Pfeiffer de Viena lo conoció y viajó con él para un tiempo; en su diario publicado,  escribió cómo Sattler fue apedreado por personas locales mientras dibujaba en Damasco. Exhibió su cosmoramas en muchos países incluyendo América del Norte, viajando con un edificio provisional especialmente hecho. Tiempo después paso muchos años en Viena.
El hijo de Sattler, también llamado Hubert Sattler, fue un oftalmólogo.

Sattler murió en Viena y está enterrado en Salzburg en un tumba honoraria junto con su padre. El Hubert-Sattler-Gasse en el área de Neustadt de Salzburg fue nombrado en su honor.

Paintings by Hubert Sattler
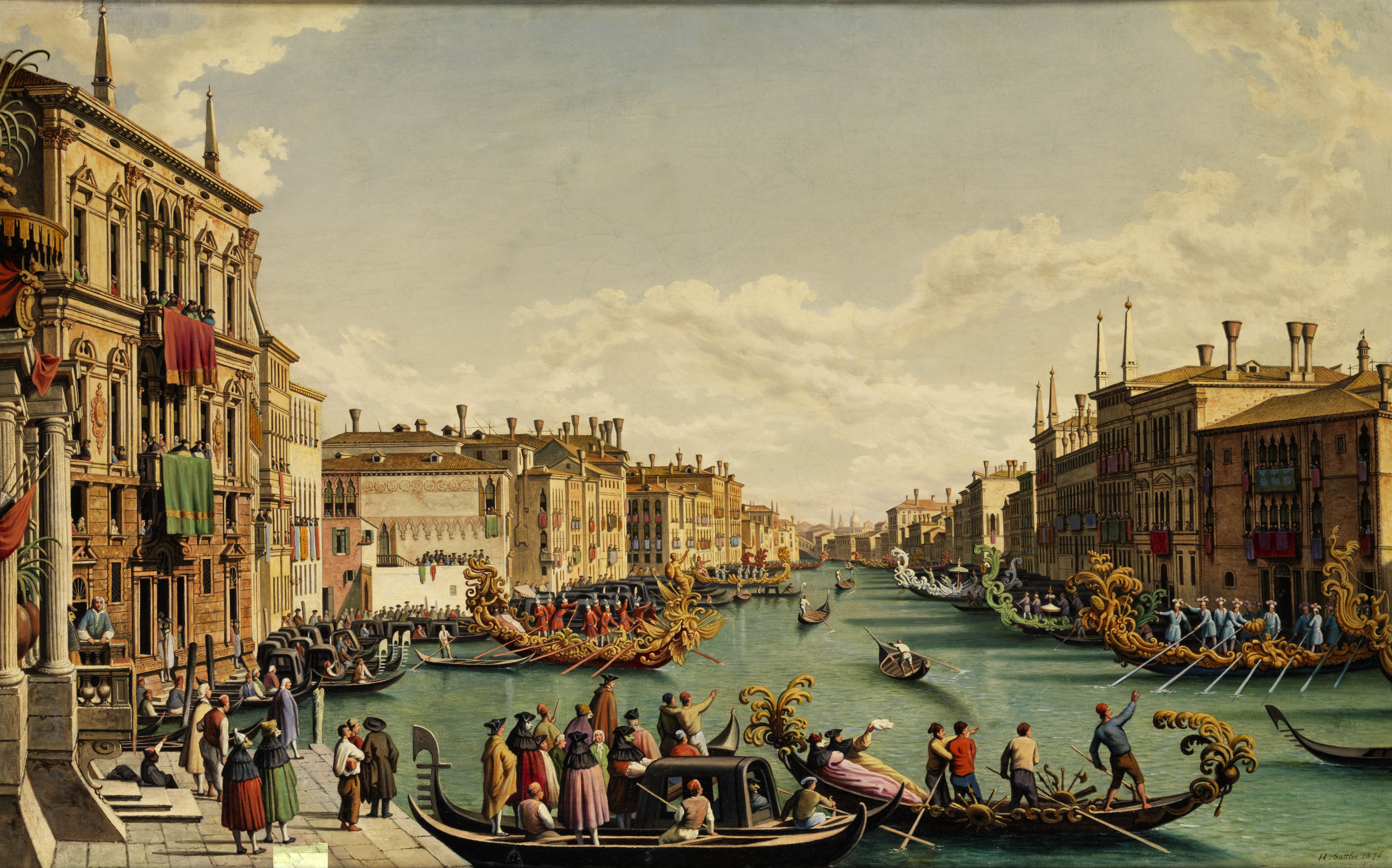
Regata Histórica en Venecia, 1876
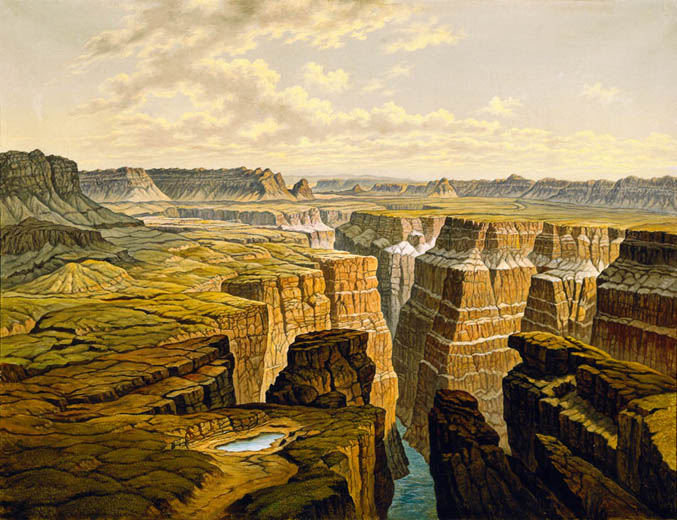
Grand Canyon
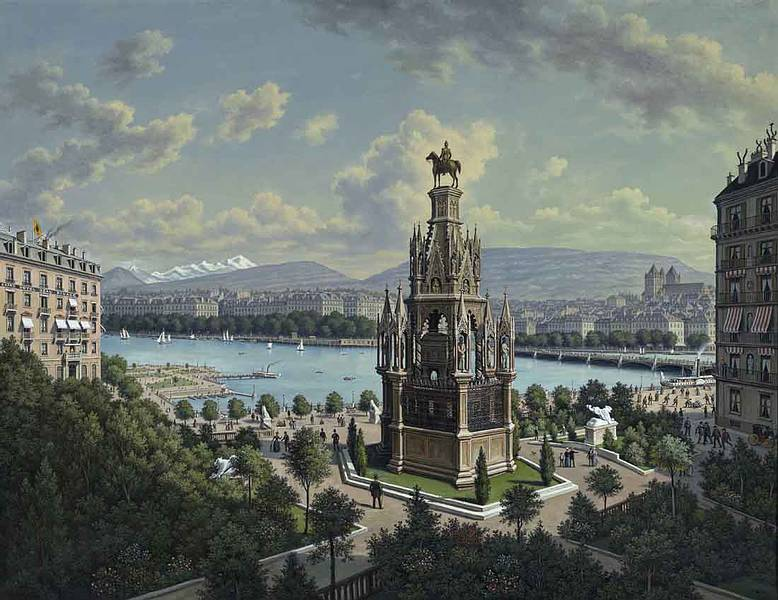
Geneva
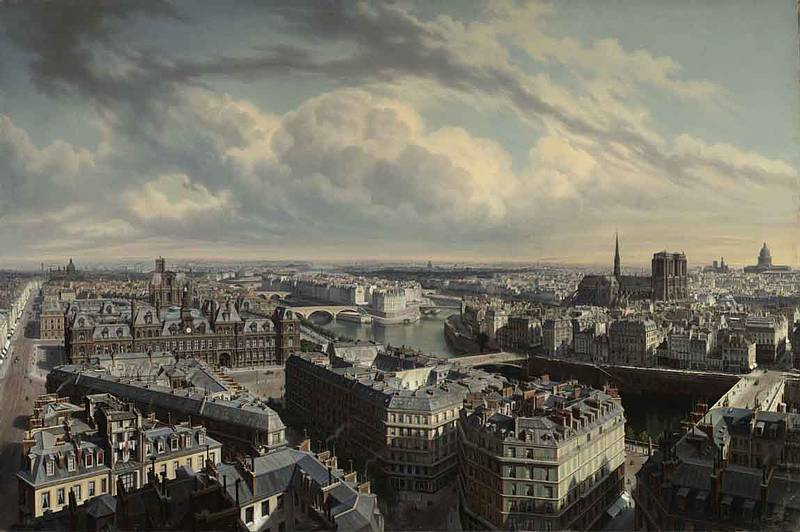
París
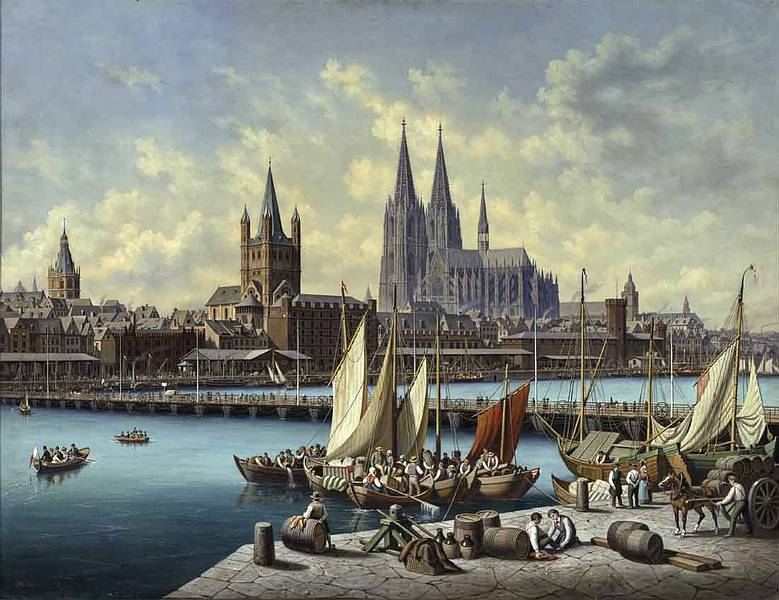
Cologne
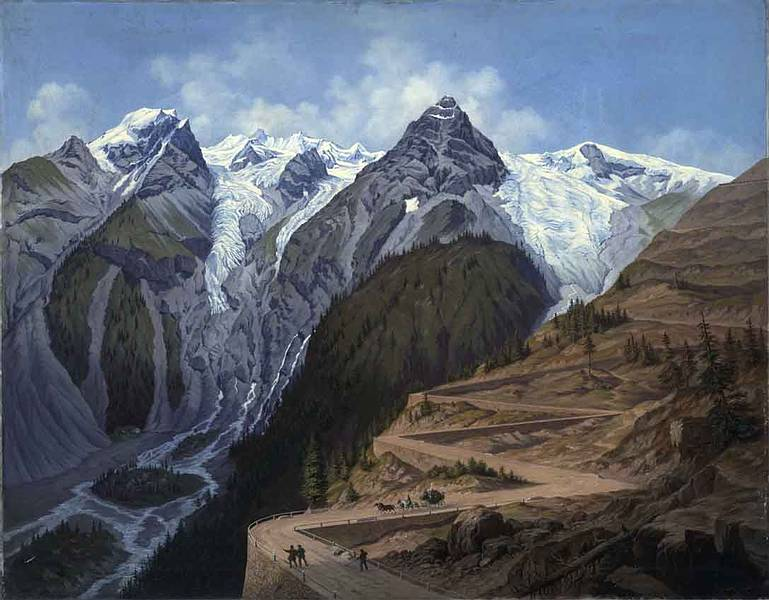
Stelvio Pass with the Ortler, 1861
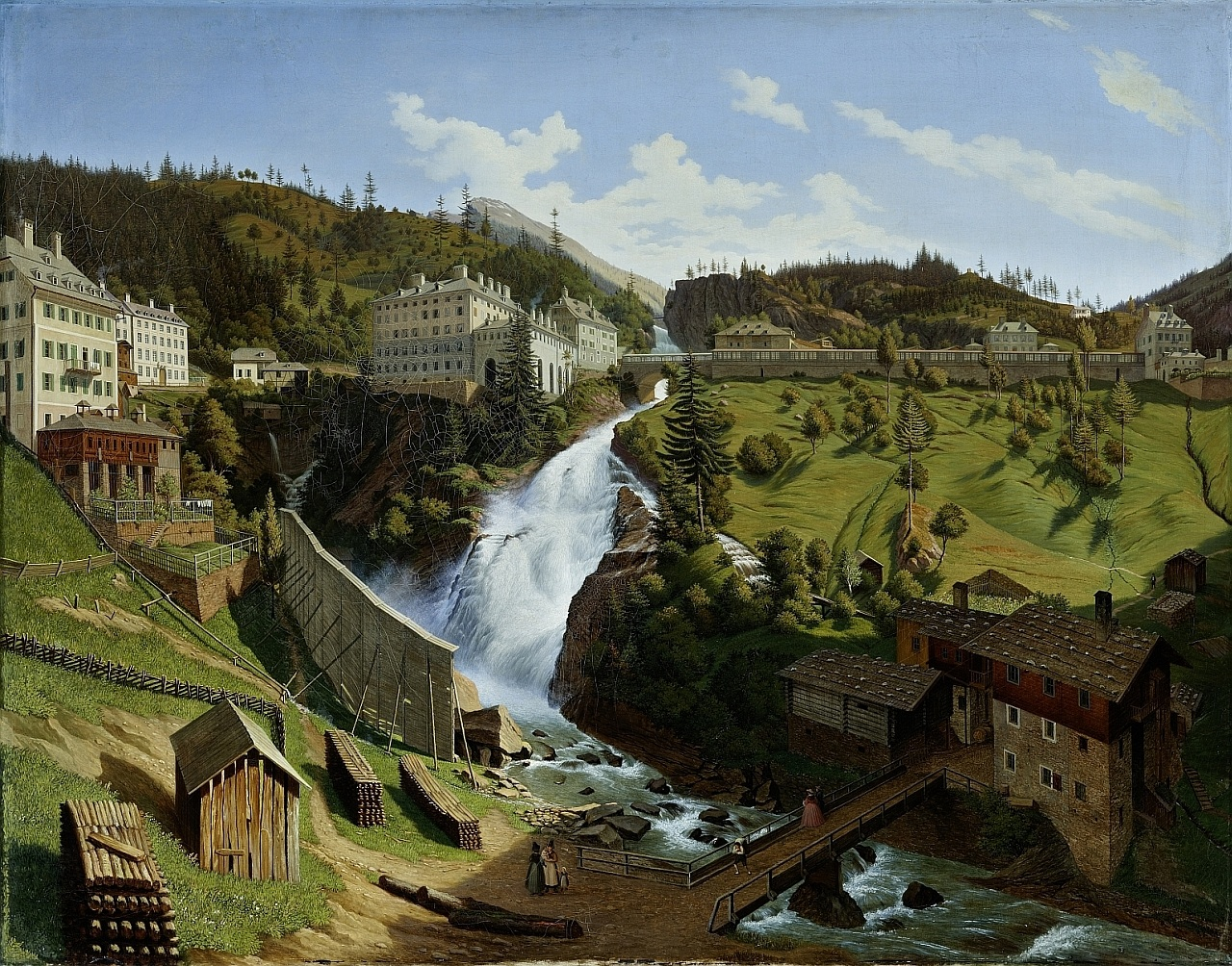
Bad Gastein, c. 1844
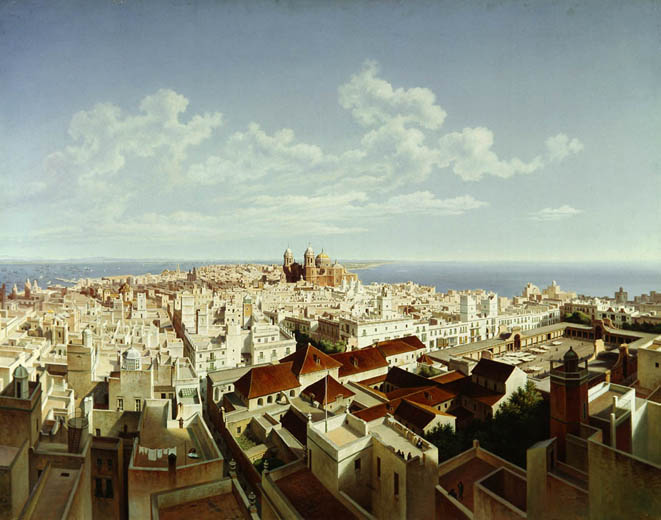
Cádiz, 1867